# Nossa Senhora da Expectação (Campo Maior)

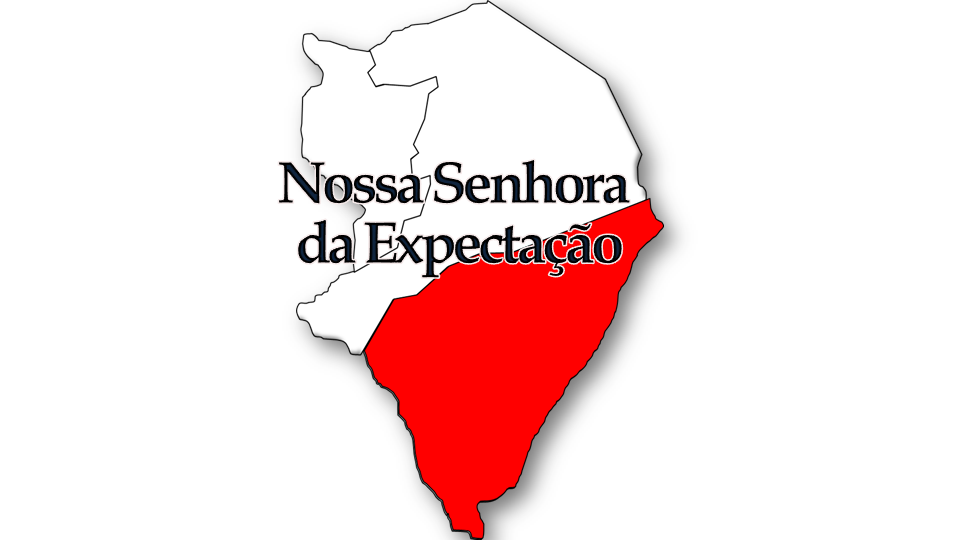
Localização da Freguesia de Nossa Senhora da Expectação no Município de Campo Maior

A Freguesia de Nossa Senhora da Expectação é uma freguesia portuguesa do município de Campo Maior com 105,07 km² de área e 3684 habitantes (censo de 2021) tendo, por isso, uma densidade populacional de 35,1 hab./km²

## Demografia
A população registada nos censos foi:
| Distribuição da População por Grupos Etários | Distribuição da População por Grupos Etários | Distribuição da População por Grupos Etários | Distribuição da População por Grupos Etários | Distribuição da População por Grupos Etários |
| -------------------------------------------- | -------------------------------------------- | -------------------------------------------- | -------------------------------------------- | -------------------------------------------- |
| Ano                                          | 0-14 Anos                                    | 15-24 Anos                                   | 25-64 Anos                                   | > 65 Anos                                    |
| 2001                                         | 568                                          | 495                                          | 1884                                         | 841                                          |
| 2011                                         | 658                                          | 433                                          | 2016                                         | 867                                          |
| 2021                                         | 578                                          | 448                                          | 1796                                         | 862                                          |

## Património
- Pelourinho de Campo Maior
- Igreja de Nossa Senhora da Expectação ou Igreja Matriz de Campo Maior
- Capela dos ossos de Campo Maior